# Rameau palmaire du nerf ulnaire
Le rameau palmaire du nerf ulnaire est un nerf de l'avant-bras

## Origine
Le rameau palmaire du nerf ulnaire est une branche terminale du nerf ulnaire qui naît à environ 5 cm en amont du poignet au même endroit que l'autre branche terminale : le rameau dorsal du nerf ulnaire.

## Trajet
Le rameau palmaire du nerf ulnaire prolonge en bas le nerf ulnaire et traverse le rétinaculum des fléchisseurs latéralement au pisiforme, en dedans et légèrement en arrière de l'artère ulnaire.
Il fournit l'innervation sensorielle d'une petite zone de la surface palmaire du poignet.
Au niveau du pisiforme il donne deux branches terminales : les rameaux superficiel et profond du nerf ulnaire.

### Remarque
Certains auteurs estiment que ce nerf est le nerf ulnaire lui-même et considèrent les rameaux superficiel et profond du nerf ulnaire comme les branches terminales du nerf ulnaire.